# パンタン
パンタン （Pantin）は、フランス、イル＝ド＝フランス地域圏、セーヌ＝サン＝ドニ県のコミューン。パリの北東のバンリューであり、19区 (パリ)と接している。

## 地理

パリ周辺の地図。赤く示されているのがパンタン。

### 交通
国道N2とN3が交差する平野に位置する。
コミューン内には鉄道のパリ＝ストラスブール線、ウルク運河が通る。

### 隣接自治体
- 北西　オーベルヴィリエ
- 北東　ボビニー
- 東　　ロマンヴィル 及び ノワジー＝ル＝セック
- 南　　レ・リラ
- 南西　ル・プレ＝サン＝ジェルヴェ
- 西　　パリ
- 北　　ラ・クールヌーヴ

### 境界の変遷等
- 1792年　1787年にパンタンから分離独立したル・プレ＝サン＝ジェルヴェとの境界が確定した。
- 1859年　オーベルヴィリエに対してオーベルヴィリエ要塞の一部を、ロマンヴィルに対して要塞建設のために領土の一部を譲る。
- 1859年6月16日法は、ティエールの城壁内のコミューンをパリに併合した。パンタンも、その一部がパリに併合された。
- 1867年  レ・リラがコミューンとなった（パンタン、ロマンヴィル及びバニョレの一部が合併して独立した。）際に、境界が画定した。
- 1928年　ボビニーとの境界が画定した。
- 1930年　首都パリとの境界が確定した。
- 1938年　ル·プレ＝サン＝ジェルヴェとの境界が画定した。
- 1949年　レ・リラとの新たな境界が画定した。

## 歴史

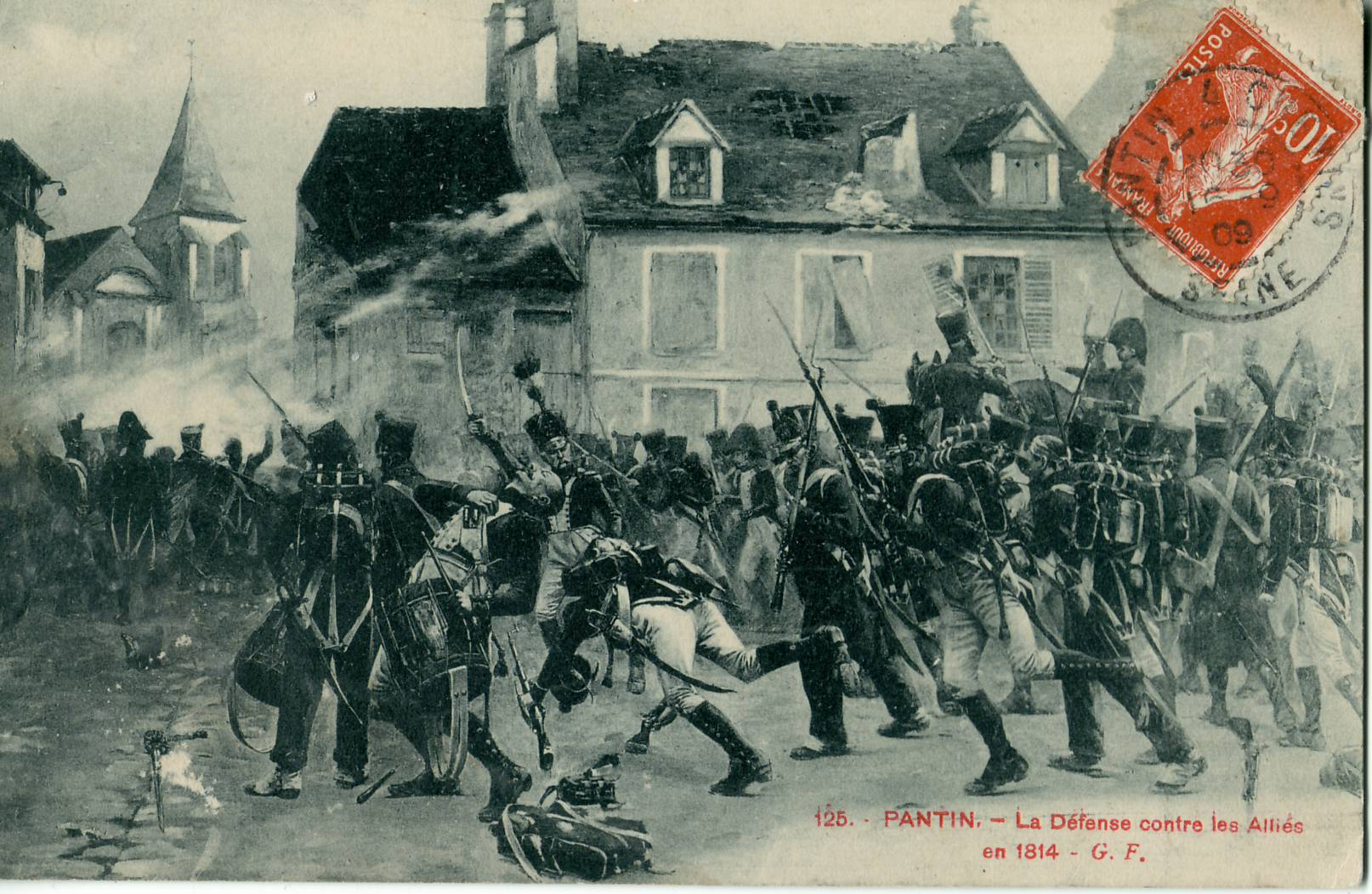
1814年、パンタンのサン＝ジェルマン教会前で起きた戦いを描いた絵葉書

パンタン内で発見された考古学的証拠から、鉄器時代以降ケルト人が定住していたことがわかっている。ローマ人はルテティア＝トリーア間の道路を建設し、この道路はパンタンを通過していた。オセール司教であった聖ジェルマンによって、この地にキリスト教の教区がつくられた。11世紀、サン＝マルタン＝デ＝シャン修道院へ土地を寄進する布告の中に、Penthinumという地名が書かれた。これがパンタンの最古の地名である。
百年戦争中の1419年、パンタンはアルマニャック派に略奪された。
18世紀、良い空気のあるパンタンは上流階級の人々をひきつけた。政治家シャルル・ド・モルヴィルは1730年にパンタンに劇場をつくった。文書がないため舞踏家マリー・カマルゴがパンタンにいたことを証明できないが、劇作家カロン・ド・ボーマルシェについてはよく知られている。彼は1768年にパンタンにかなりの不動産を持つ裕福な未亡人と結婚していた。彼は12軒の家を住民に貸し、多くの土地やかわいらしい田舎の住宅を1774年に売り出した。しかし当時最も有名な人物は、バレエ舞踏家のマリー・マドレーヌ・ギマールであろう。彼女が所有していた住宅は現在シャルル・オレー校となっている。
1806年、アウステルリッツから帰還したナポレオンの古参近衛隊は、パンタンの平原で野営した。1808年、ウルク運河が決壊し平野に水があふれた。1814年、パンタンは第六次対仏大同盟によるフランス遠征の戦地となった村であった。フランスの将軍ジャン・ドミニク・コンパンは頑強に抵抗したが、ヴュルテンベルク王子ヴィルヘルムが指揮するロシア軍に敗れた。同年3月31日、パリ市長がパンタンに出向き、ロシア皇帝アレクサンドル1世とプロイセン王フリードリヒ・ヴィルヘルム3世の前で降伏した。その後3ヶ月にわたってパンタンはイングランド＝スコットランド軍に占領され、荒廃した。
1864年に鉄道駅ができると、人の往来が活発になり、町の経済成長が促進された。1875年、ウルク運河と鉄道路線が町を2つの地区に分割し、ヴィラージュ地区とレ・カトル・シュマン地区が生まれた。後者の地区は、パンタン住民からプティット・プリュス（Petite Prusse：小さなプロイセンの意。ドイツと国境を接するアルザス＝ロレーヌからの移民が多かった）と呼ばれていたが、パンタンからの独立を求めた。この独立要求は否決されたが、市長は、その意を汲んで、礼拝所を造ったり、新たな市庁舎の位置を運河沿いにするなどして、共同体の維持に腐心した。
1942年、パリメトロ5号線がパリ北駅からエグリーズ・ド・パンタン駅まで延長された。エグリーズ・ド・パンタン駅は、1985年までこの路線の終着駅だった。駅前に大きなバス・ステーションができると、郊外からのバスが行き交うターミナルとなった。1959年、エミール・アヨー設計のクールティリエール地区集合住宅建設が始まった。

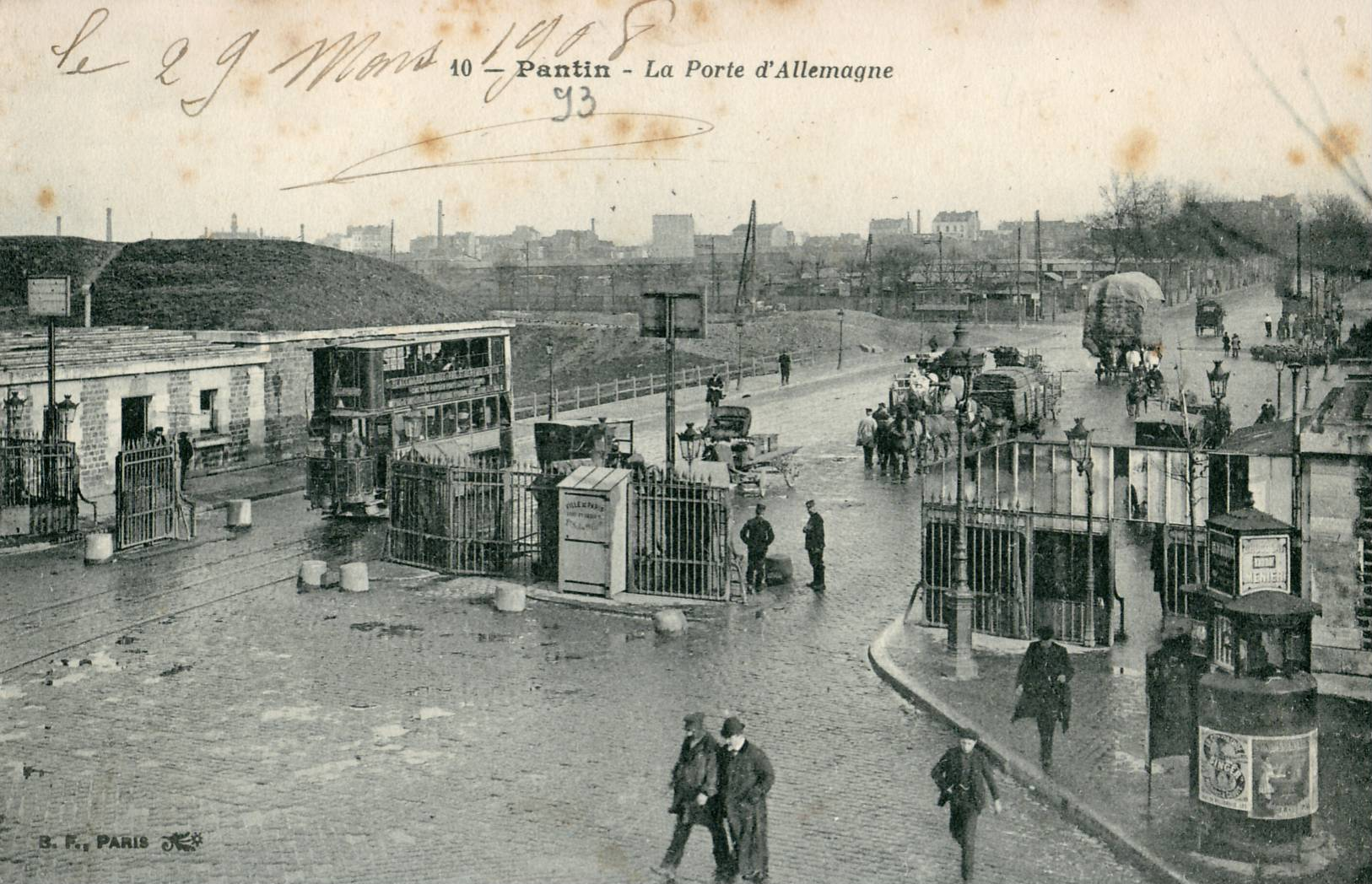
パンタン門（20世紀初頭）堡塁と路面電車が見える。
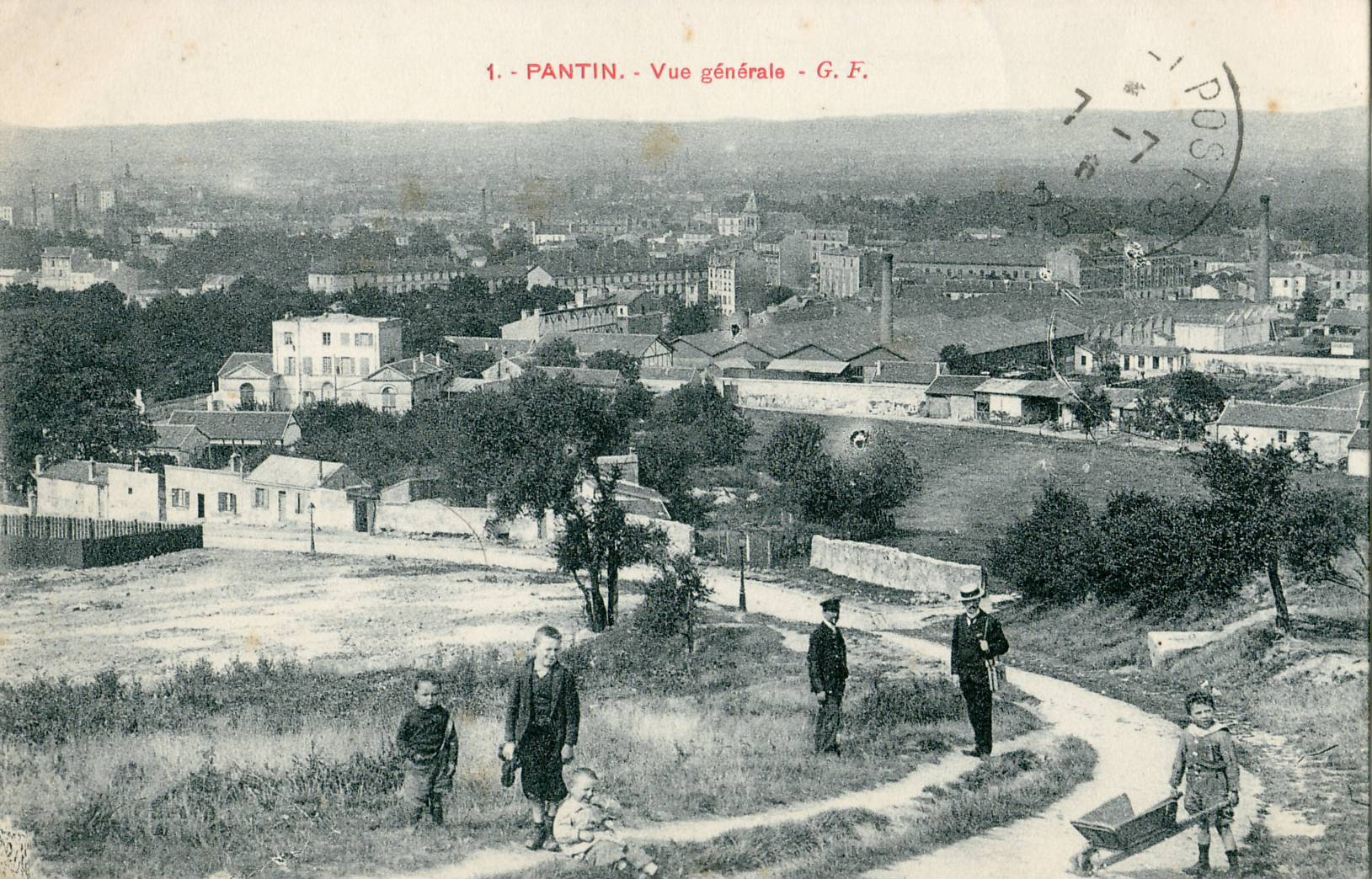
20世紀初頭のパンタン
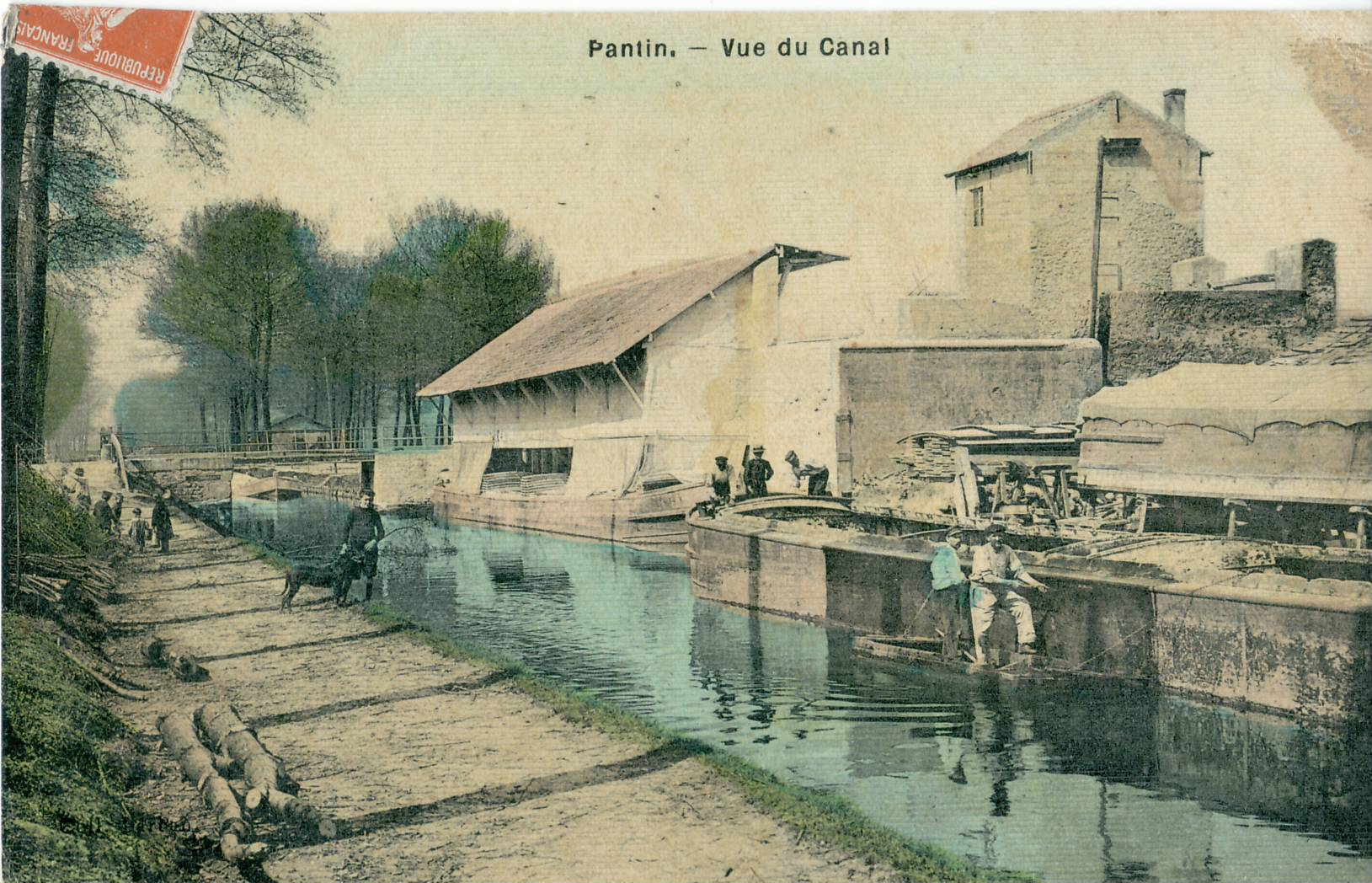
ウルク運河はパンタンの工業化に力強く貢献した。
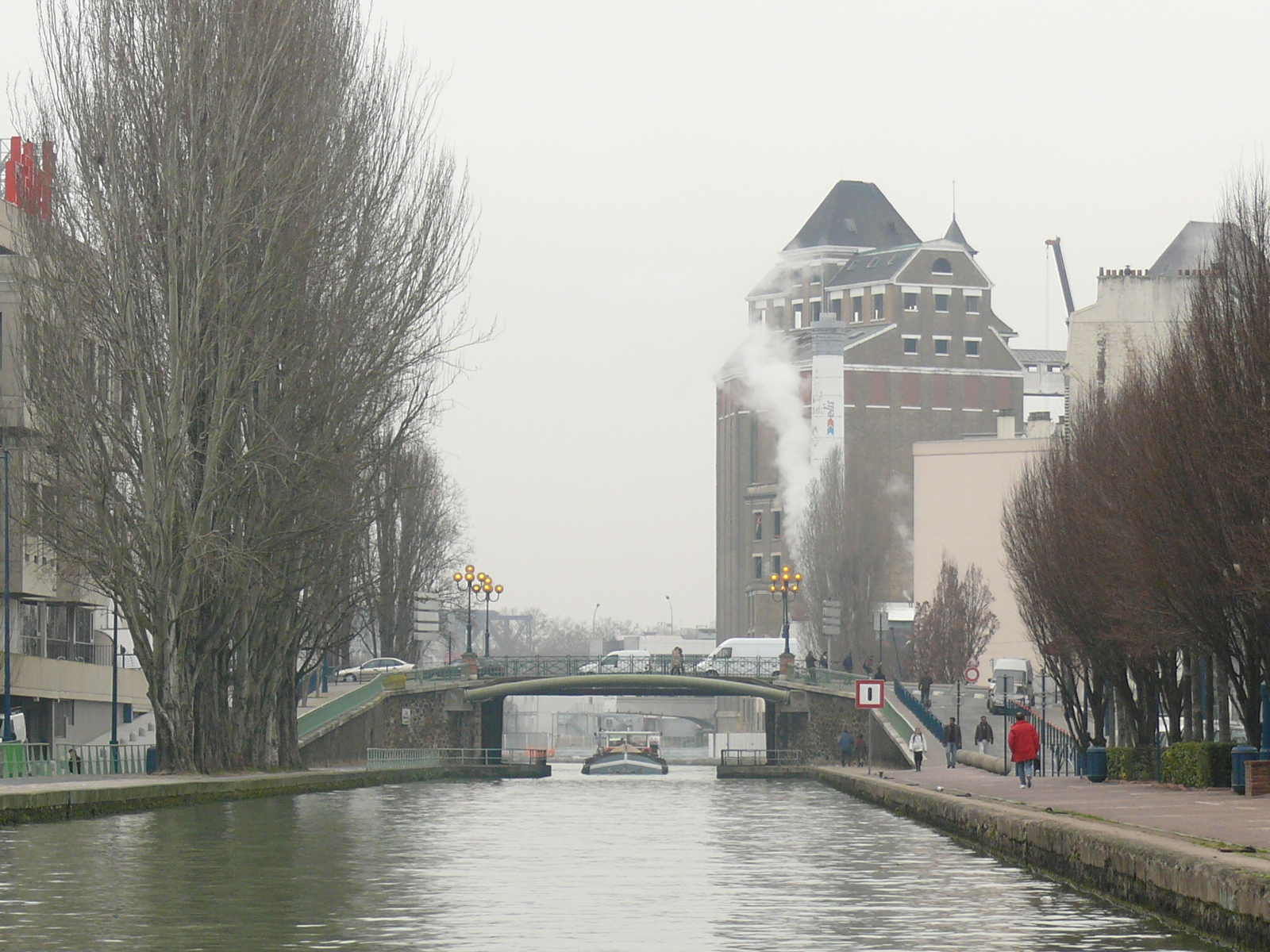
ウルク運河、マリー橋とグラン・ムラン・ド・パンタン
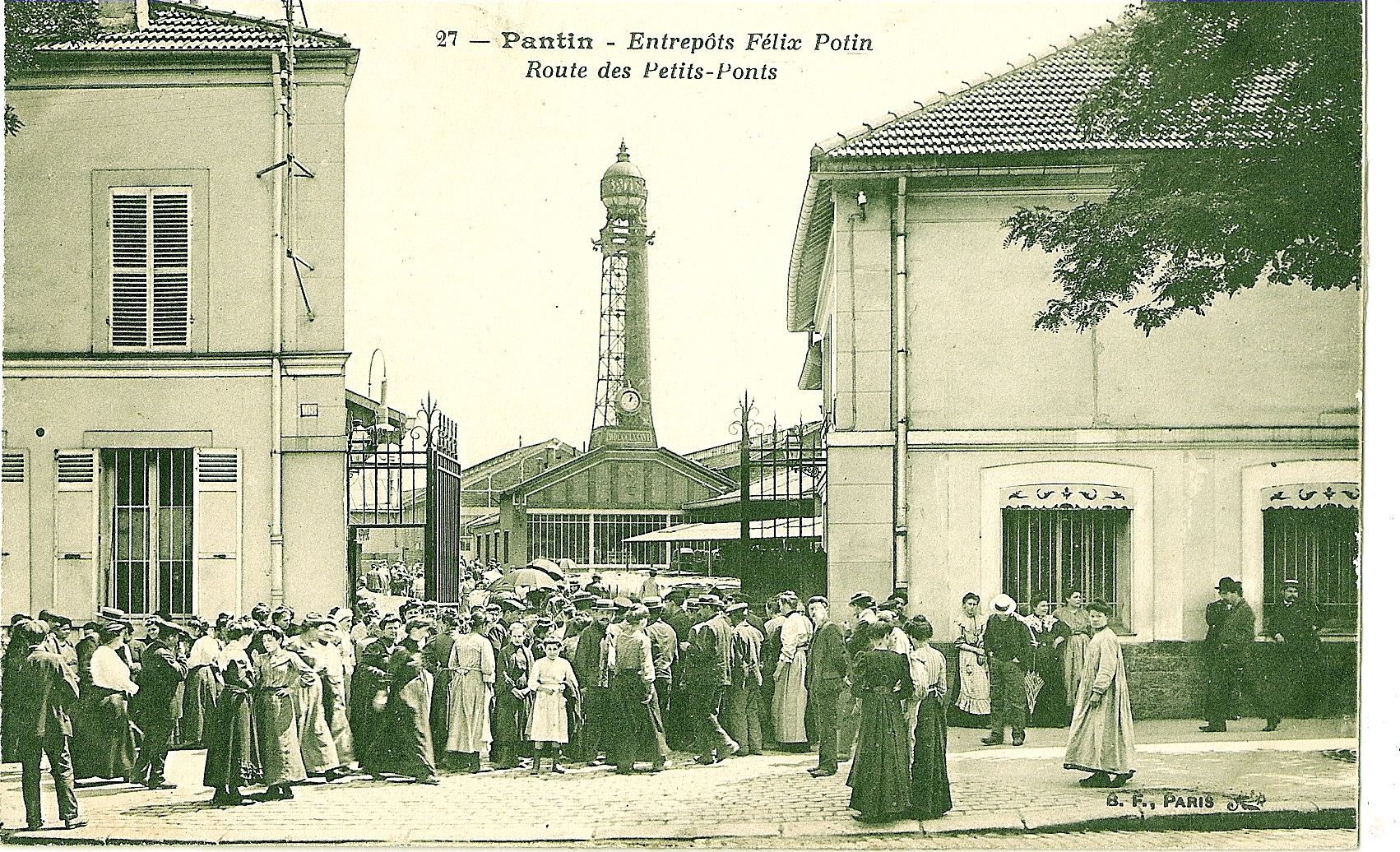
フェリックス・ポタンは、多くの他の企業と同様に、鉄道の分岐するパンタンに大きな倉庫を持っていた。（20世紀初頭）
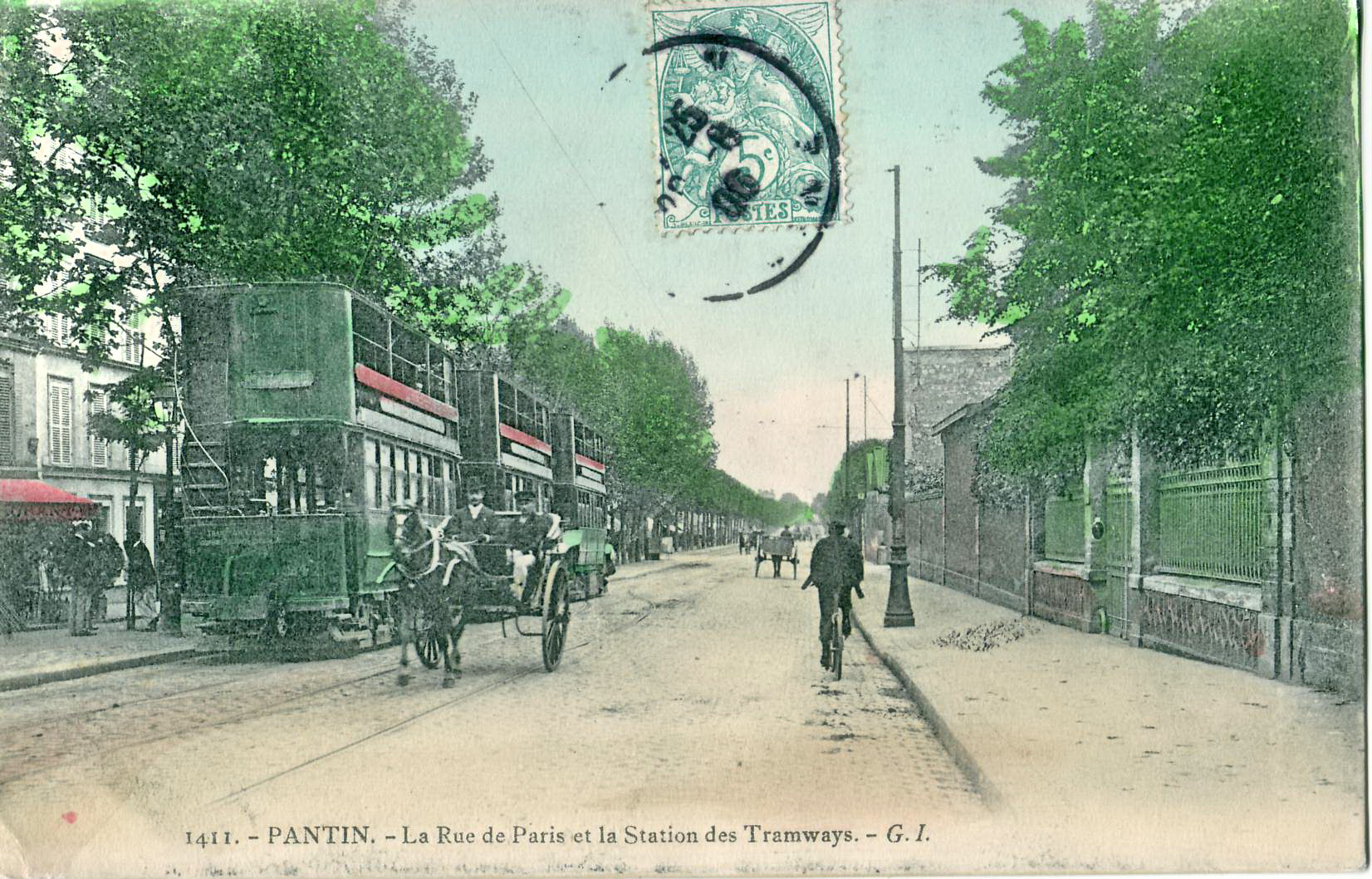
ジャン・ロリヴ通りの路面電車の電停（20世紀初頭）
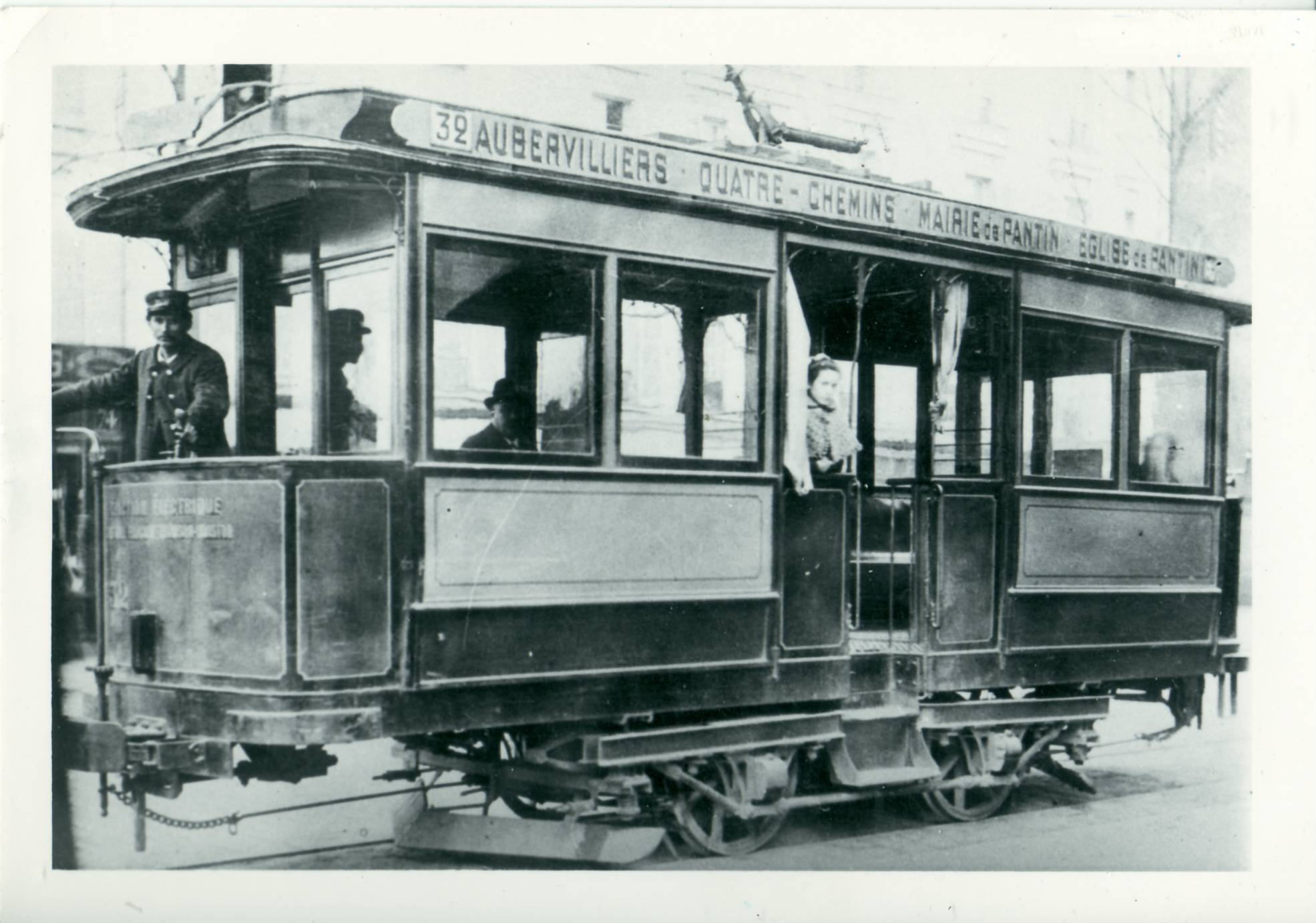
オーベルヴィリエ＝エグリーズ・ド・パンタン間の路面電車。
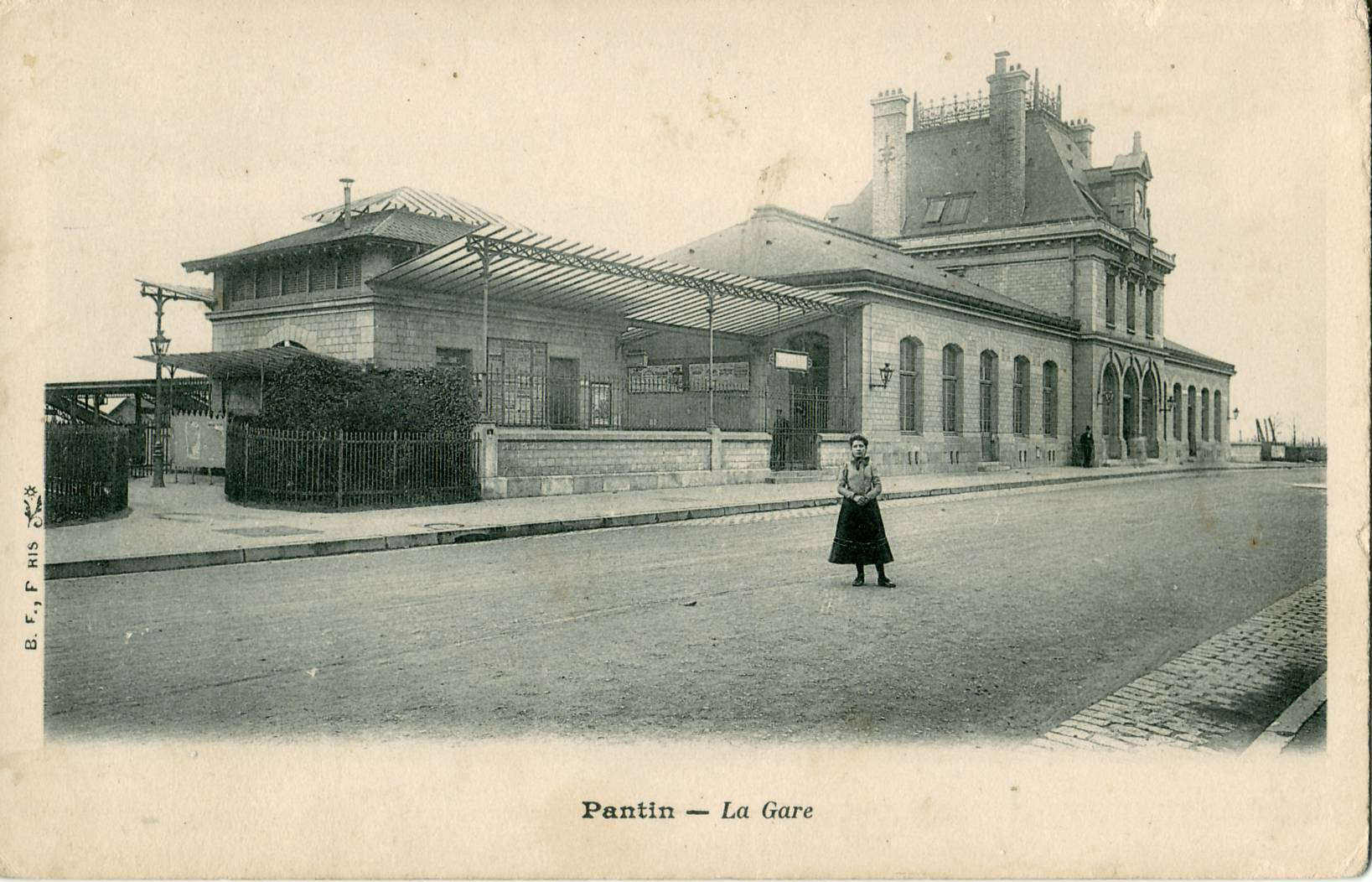
20世紀初頭のパンタン駅
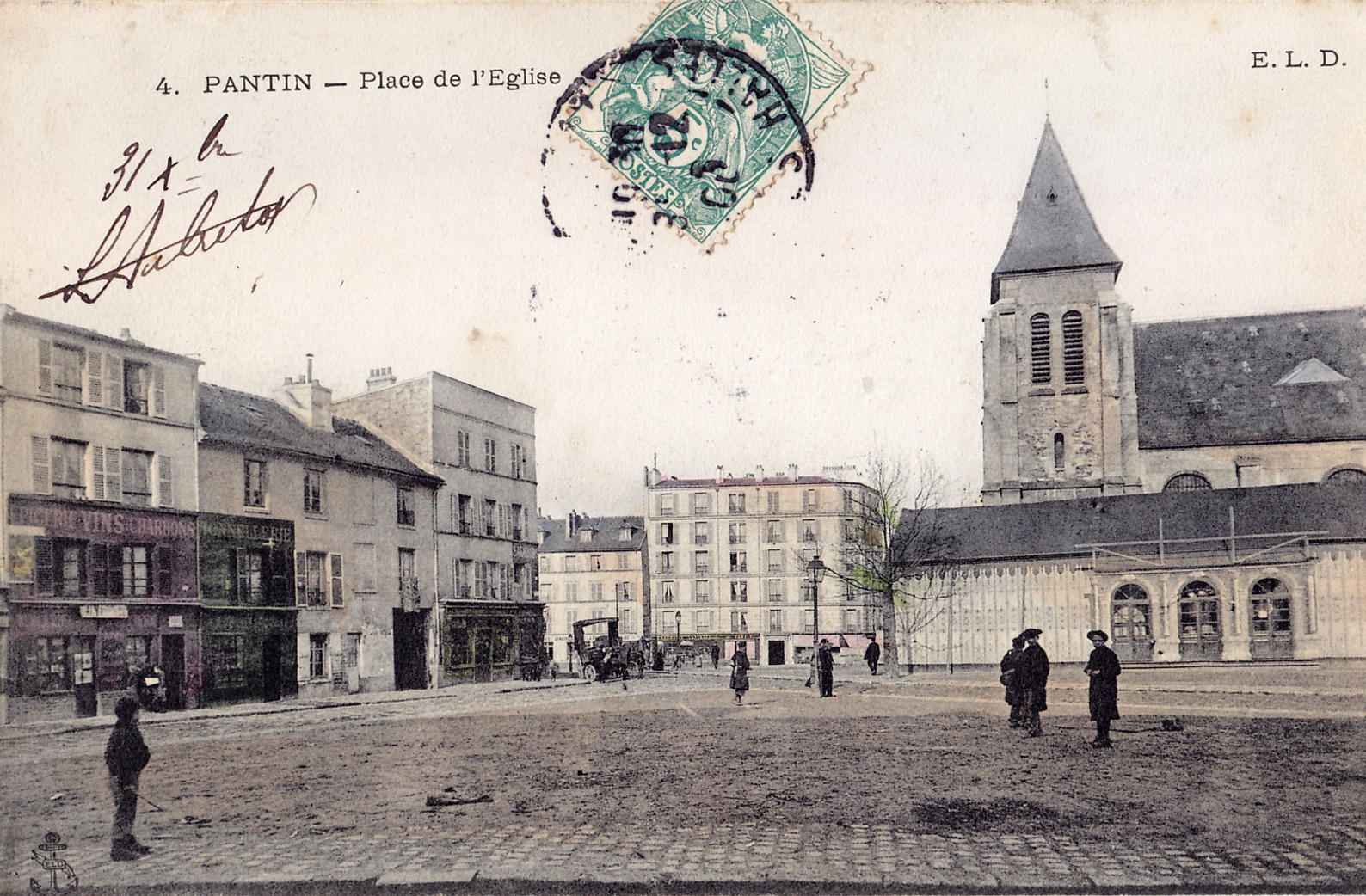
サン・ジェルマン教会

## 姉妹都市
- スカンディッチ、イタリア
- 中央区 (モスクワ)、ロシア

## 経済

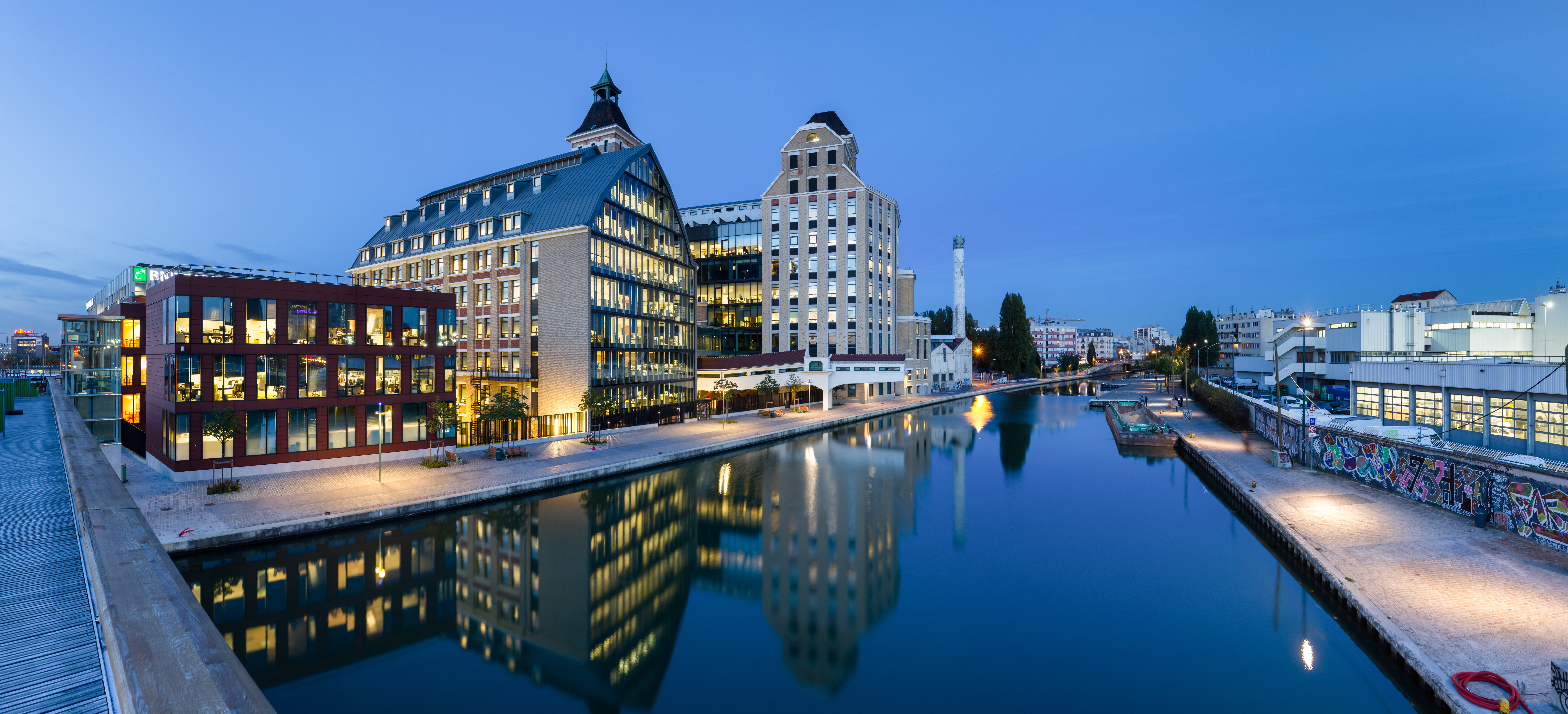
グラン・ムラン・ド・パンタン（2009年以降BNPパリバ・セキュリティーズサービスが入居している。

パンタンにはほぼ2000の企業がある。そのうち21社は100人以上を雇用している（エルメス、ブルジョワ、シャネル、グッチ、アニエス・ベーなど）。またフランス国鉄はTGVの管理部門をパンタンとボビニーにおいている。

## 交通
- 鉄道 
  - RER E線パンタン駅
  - パリメトロ5号線ボビニー＝パンタン＝レイモン・キュノー駅、エグリーズ・ド・パンタン駅、オッシュ駅
  - パリメトロ7号線オベルヴィリエ＝パンタン＝キャトル・シュマン駅
  - トラム3b線

## 建築物等
- サン・ジェルマン教会-エグリーズ・ド・パンタン駅（パンタンの教会駅）の駅名の由来となったカトリック教会。13世紀以来の歴史を持ち、1978年9月29日アレテにより、歴史的建造物に指定されている。
- パンタン墓地-ロートレアモン伯爵、ジュール・ヴェドリーヌ、フレエル、エマニュエル・レヴィナス、ジャン＝ピエール・メルヴィルらが眠る。ボビニーとの境界付近にあり、107haの広さを持つパリ近郊で最大級の墓地。1886年開設。

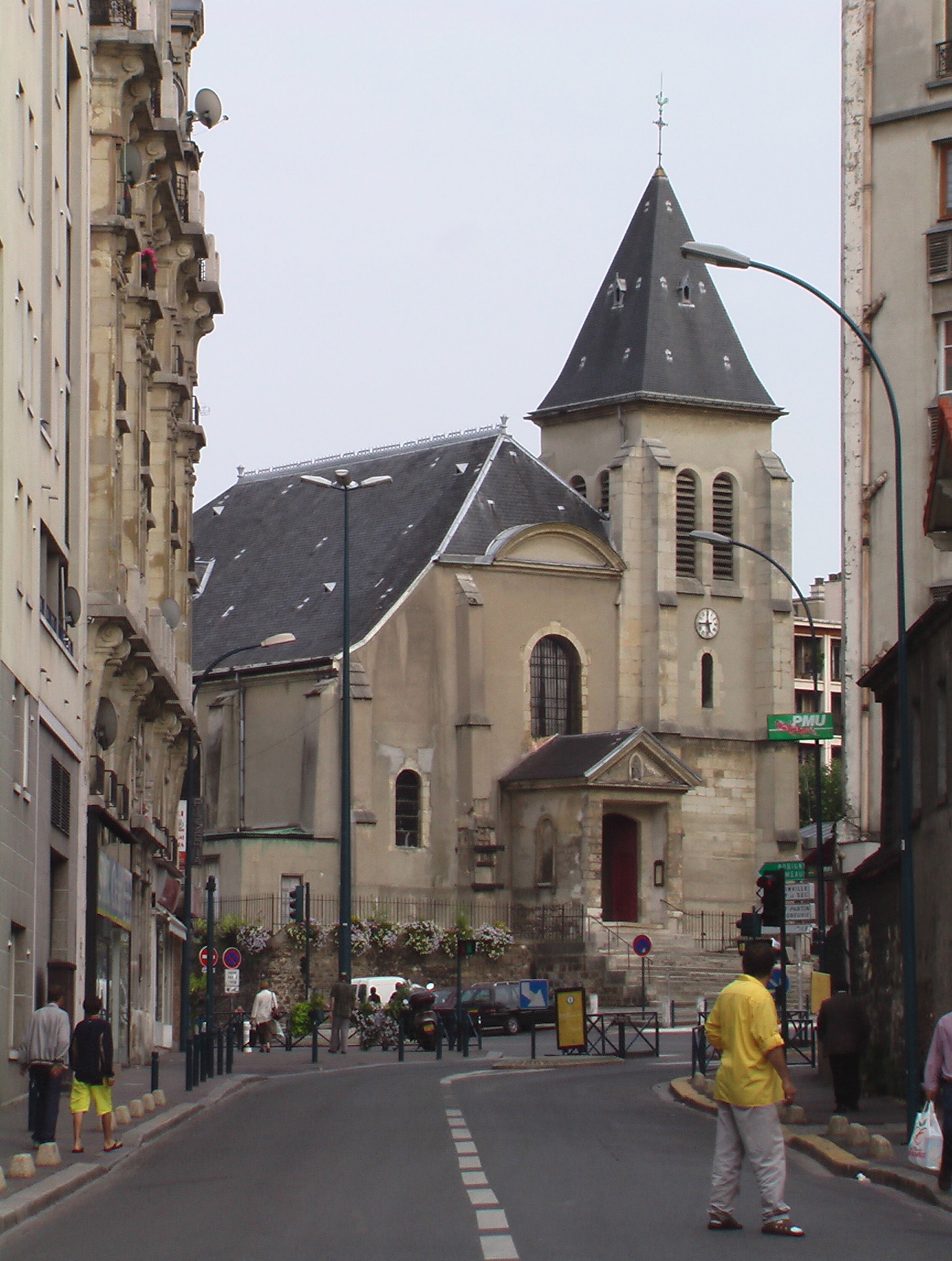
サン・ジェルマン教会
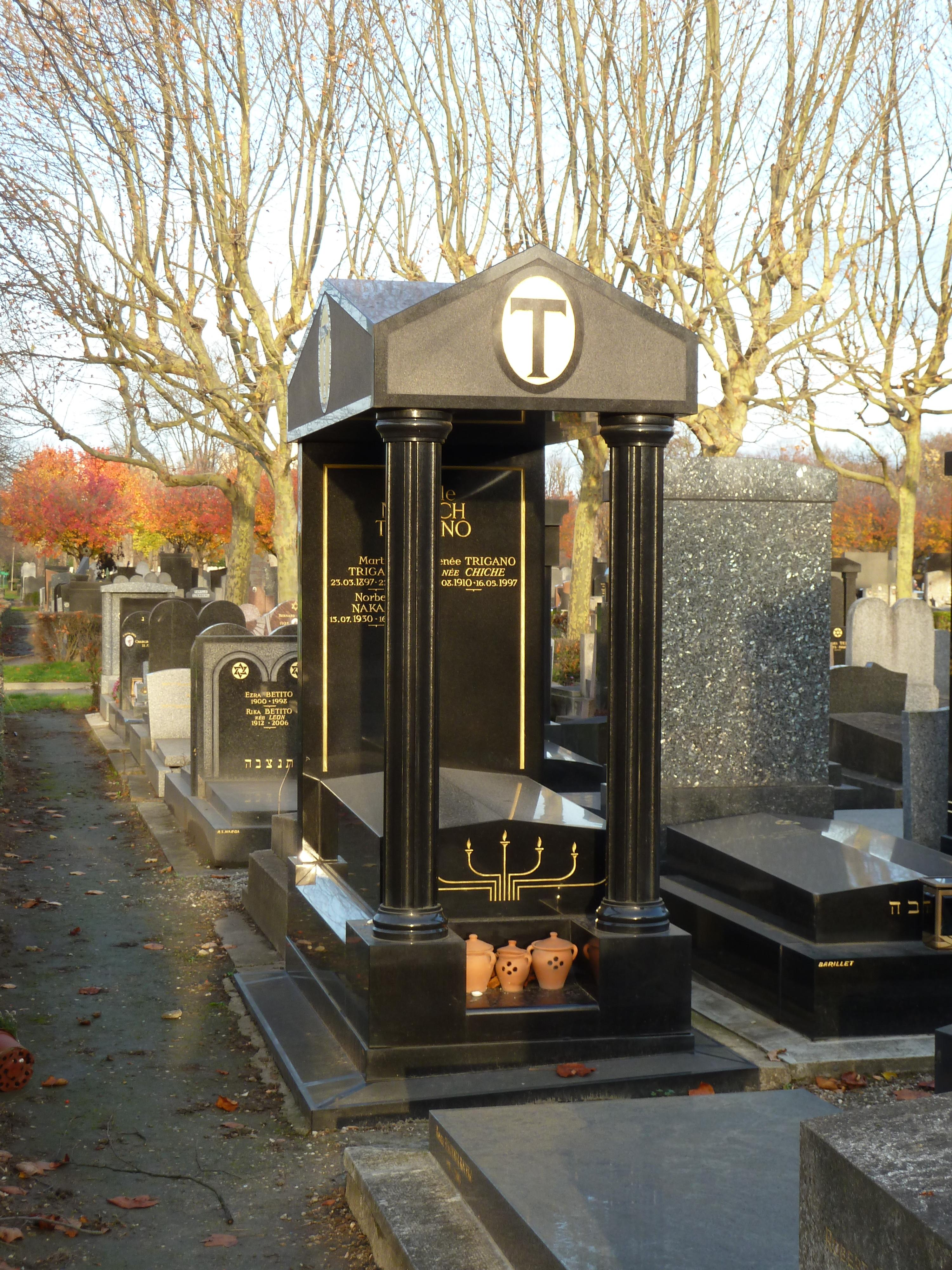
パンタン墓地

## 出身者
- レオン・ジュオー - 活動家
- ガブリエル・オベルタン - サッカー選手